# Прапор Куп'янського району
Пра́пор Ку́п'янського райо́ну — офіційний символ Куп'янського району Харківської області, затверджений 29 грудня 2000 року рішенням сесії Куп'янської районної ради.

## Опис
Прапор має вигляд прямокутного полотнища у пропорції 1:1,5, у лівому верхньому древковому куті якого вміщено герб Куп'янщини. Верхня половина полотнища — малинова, а нижня частина розділена надвоє: ¼ має золотий, ¼ — синій колір.
Герб являє собою щит французького типу, на верхній частині якого вміщено фрагмент обласного герба — перехрещені ріг достатку і кадуцей на зеленому полі, а на нижній — бабак на золотому полі природного кольору.

## Символіка
- Малиновий колір символізує спадковість козацьких традицій.
- Золото символізує багатство краю і Божу присутність, синій — красу і велич.